# Тарасово (Грязовецкий район)
Тарасово — деревня в Грязовецком районе Вологодской области.
Входит в состав Вохтожского муниципального образования, с точки зрения административно-территориального деления — в Вохтогский сельсовет.
Расстояние по автодороге до районного центра Грязовца — 57,8 км, до центра муниципального образования Вохтоги — 1 км. Ближайшие населённые пункты — Исады, Глубокое, Вохтога, Дресвище, Каргино.
По переписи 2002 года население — 135 человек (62 мужчины, 73 женщины). Преобладающая национальность — русские (99 %).